# Visočane
Visočane su naselje u sastavu Općine Poličnik, u Zadarskoj županiji.

## Zemljopis
Visočane  su smještene na zapadnoj strani Poličnika na cesti za Nin. 

## Povijest
Visočane se spominju po spisima u 1446. godine za vrijeme župnika Ante Strike. Godine 2002. izdana je monografija "Visočane" sa popisom obitelji i porijeklom te povijesti školstva.

## Spomenici i znamenitosti
- Župna crkva sv. Ante Padovanskoga
- Crkva sv. Mihovila arkanđela
- Kapelica Gospe od Puta, podignuta 1988. g.

## Poznate osobe
- Ivan Kevrić, katolički svećenik, lokalni i crkveni povjesničar, etnolog
- Josip Milunović, katolički svećenik, isusovac, propovjednik, misionar

## Stanovništvo
Prema popisu iz 2011. naselje je imalo 372 stanovnika.
| broj stanovnika | 190   | 473   | 211   | 278   | 258   | 298   | 530   | 444   | 506   | 526   | 547   | 534   | 488   | 524   | 396   | 372   | 350   |
|                 | 1857. | 1869. | 1880. | 1890. | 1900. | 1910. | 1921. | 1931. | 1948. | 1953. | 1961. | 1971. | 1981. | 1991. | 2001. | 2011. | 2021. |